# Canal de Basingstoke
Le canal de Basingstoke est un canal britannique, achevé en 1794, construit pour relier Basingstoke à la Tamise à Weybridge via la voie navigable Wey.
De Basingstoke, le canal passe à travers ou à proximité de Greywell, North Warnborough, Odiham, Dogmersfield, Fleet, l'aéroport de Farnborough, Aldershot, Mytchett (en), Brookwood, et Woking.
Son extrémité orientale est à Byfleet, où il se connecte à la voie navigable Wey. Ceci, à son tour, conduit à la Tamise, à Weybridge. Son but était de permettre aux bateaux de relier les quais de l'Est de Londres à Basingstoke.
Il n'a jamais été un succès commercial et, à partir de 1950, le manque d'entretien a fait qu'il a été peu à peu abandonné. Après avoir été négligé pendant plusieurs années, sa restauration a débuté en 1977 et le 10 mai 1991, le canal a été rouvert comme voie totalement navigable de la rivière Wey jusqu'à quasiment le tunnel Greywell. Malheureusement, l'approvisionnement insuffisant en eau, des problèmes de financement, et des questions de conservation, ont empêché jusqu'ici le canal de Basingstoke d'atteindre son véritable potentiel et d'être totalement restauré.

## Histoire
Le canal a été conçu comme un moyen de stimuler le développement agricole dans le Hampshire. Planifié via une loi parlementaire en 1778, des problèmes relatifs à la collecte des fonds  nécessaires ont reporté le démarrage de la construction 10 ans plus tard, en octobre 1788 et a été achevée le 4 septembre 1794. L'ingénieur John Smeaton et son assistant William Jessop ont travaillé sur le canal, avec Benjamin Henry Latrobe. Une des principales cargaisons transportées depuis Basingstoke était le bois.
Le canal n'a jamais été un succès commercial et est tombé en désuétude avant même la construction de la voie de chemin de fer London and South Western Railway, qui est parallèle au canal sur presque toute sa longueur. Son utilisation commerciale s'est achevée en 1910, mais l'utilisation du canal s'est poursuivie à faible niveau toutefois.
En 1913, A.J. Harmsworth a essayé de naviguer sur le canal dans un bateau appelé Basingstoke. Le voyage a été motivé par un désir de maintenir le canal ouvert en vertu du Canal Act de 1778 si le canal n'était utilisé pendant 5 ans, le terrain sur lequel le canal avait été construit sur serait retourné à leurs propriétaires initiaux. On pense qu'il s'est avéré impossible de naviguer sur l'ensemble du canal, mais malgré cela le canal n'a pas été abandonné.
Pendant la Première Guerre mondiale, les Royal Engineers ont pris le contrôle du canal et l'ont utilisé pour le transport de fournitures depuis Woolwich. Le canal a également été utilisé pour former les soldats dans la manipulation des bateaux.
En 1922, M. A.J. Harmsworth tard a acheté le canal et fait naviguer un certain nombre de bateaux dessus pour une utilisation commerciale limitée et la plaisance. Le canal a été vendu à sa mort en 1947 et en 1950, était propriété de la New Basingstoke Canal Co Ltd. Cette entreprise n'a pas assuré l'entretien du canal et au milieu des années 1960 il était pratiquement abandonné.

## Restauration

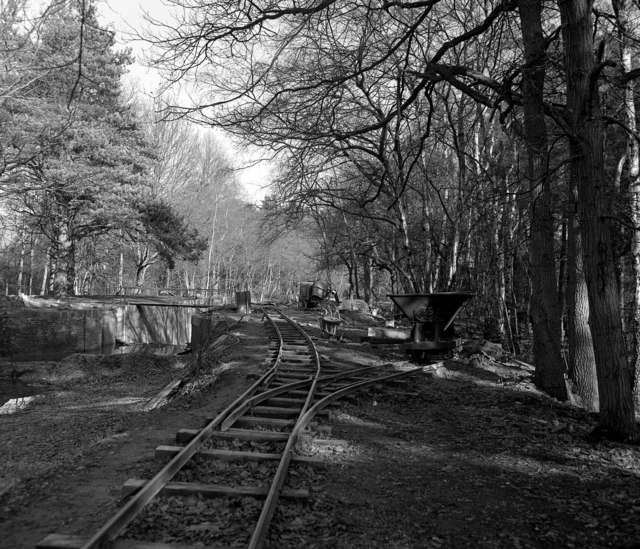
Une voie ferrée légère installée sur le chemin de halage par des bénévoles, pour aider la restauration des écluses de Deepcut Flight.

En 1966, la Surrey and Hampshire Canal Society a été formée par un groupe de passionnés du canal local, en vue de la réouverture du canal à l'abandon. Ils ont lancé une campagne qui a culminé en 1976 pour l'achat du canal par les conseils de comté du Hampshire et du Surrey.
En février 1977, un projet de création d'emplois a commencé avec le but de réaliser les travaux de restauration des écluses de Deepcut Flight. Le travail a été coordonné avec le travail de la société du canal qui a organisé des week-ends de travail, alors que l'équipe de création d'emplois travaillait durant la semaine.
Après environ 18 années de restauration, 51 km du canal ont été officiellement rouverts le 10 mai 1991. La partie ouest du Nord Warnborough à Basingstoke demeure non navigable à partir du tunnel Greywell. Le tunnel est partiellement effondré et est habitée par une colonie de chauves-souris protégées rendant peu probable la prochaine restauration du tunnel. Certains des anciens bassins du canal à l'extrémité ouest ont également été perdu au profit du développement moderne dans et autour de Basingstoke.
Le canal est maintenant géré par l'Autorité du canal de Basingstoke (Basingstoke Canal Authority) et est ouvert à la navigation, mais l'accès est généralement limité en raison de l'approvisionnement en eau très limité et le fait que la plupart du canal a été désignée comme site d'intérêt scientifique particulier. Les landes entourant le canal sont des habitats pour de nombreuses espèces rares de reptiles, comme les vipères et lézards et des oiseaux comme les engoulevents.
Il y a un centre d'information pour le canal à Mytchett (en).

## Sections perdues du canal
Le canal démarrait à partir du centre de Basingstoke, mais les neuf derniers kilomètres du cheminement canal ont été perdus. Cette section du canal est tombée en désuétude en raison d'un manque de circulation de bateaux, de la négligence générale et un niveau d'eau faible. Il n'y avait pas d'écluses sur cette partie du canal après Ash et si le parcours du canal suivait généralement les contours du terrain avec des coupures, des tunnels et des remblais occasionnels. L'itinéraire peut être en partie déterminé en remarquant que le canal se situe entre les courbes de niveau 75 m et 80 m sur les cartes de l'Ordnance Survey. La principale source d'eau pour l'extrémité du canal à Basingstoke semble avoir été des sources naturelles dans le tunnel de Greywell, car à Basingstoke même, Eastrop Way, sur l'ancienne route du canal, est au-dessus du niveau de la rivière Loddon passant à proximité. (Il y a aussi des petits ruisseaux qui se jettent dans le canal à Fleet et à Aldershot.) Une tentative pour pallier le manque d'eau est visible par une petite écluse juste à l'est du tunnel Greywell, qui semble avoir relevé le niveau d'eau d'environ 30 centimètres. Toutefois, c'est un long tronçon de canal avec de nombreuses sections remblayées et il est probable que ce fut une mesure à court terme et bon marché pour garder le canal ouvert, de préférence au colmatage des fuites de nombreuses sections remblayées sur le parcours.
Le canal démarre d’un bassin situé près du cinéma de la Festival Place. De là, il longe la Loddon suivant l’Eastrop Way. Le lit du vieux canal passe sous la rocade périphérique, puis suit une longue boucle en partie sur un talus pour passer sur les petits ruisseaux et des prairies marécageuses en direction d’Old Basing, où la route passe autour du palais de Basing House, désormais en ruine. Il chemine ensuite à travers et autour de la bordure orientale d’Old Basing. Il suit une autre boucle pour franchir de petits ruisseaux près l’auberge Hatch (une grande partie de cette section a été construite lors de la construction de la M3) et se dirige à travers champs sur un talus en direction de Mapledurwell. Le canal se dirige ensuite vers un petit tunnel sous Andwell Drove et puis à travers un autre champ en partie sur un talus vers Up Nately. La section du canal de Up Nately à l'entrée ouest du tunnel Greywell existe toujours et est une réserve naturelle, il y a de l'eau dans le canal et le chemin de halage du canal peut être parcouru à pied. Un sentier ouvert au public à l'entrée ouest du tunnel permet l'accès aux promeneurs, des sentiers publics pour se rendre à l'entrée Est du tunnel.
La limite de la partie ouverte à la navigation se situe à environ 500 m à l'est du tunnel Greywell en direction de North Warnborough, bien que la section à l'entrée du tunnel soit probablement utilisable par les canots. Il est possible de naviguer sur les sections rénovées du canal, à l’est.
Le sentier du canal de Basingstoke, suit approximativement le tracé du canal sur 3 km de Festival Place à Basing House.
Des projets pour raccorder Basingstoke à la section survivante du canal ont été avancés à plusieurs reprises dans le passé et cela reste un objectif à long terme de la société du canal du Surrey et du Hampshire (Surrey and Hampshire Canal Society). Une autre idée, également considérée, était de relier le canal restant au canal Kennet et Avon près de Reading.

## L'Autorité du canal de Basingstoke
Le canal est la propriété conjointe du Conseil du comté du Hampshire et du Conseil du comté du Surrey. Jusqu'en 1990, les deux conseils ont géré leurs propres sections séparément. Il a été décidé qu'un organe central devait gérer l'ensemble du cours d'eau et l'Autorité du canal de Basingstoke a été créée.
En 1993, le centre d'accueil du canal a été ouvert qui agit maintenant comme bureau central de l'Autorité du canal.
Les membres du personnel de l'Autorité du canal sont employés, administrés et payés par le Conseil du comté du Hampshire, mais le centre est loué au Conseil du comté du Surrey. Chaque conseil alloue de l'argent à l'Autorité du canal.
La structure organisationnelle actuelle de l'Autorité du canal est formé d'un directeur du canal, un agent d'administration principal et de son assistant, du gestionnaire du centre et d’un assistant saisonnier. Le canal est maintenu par une équipe de 9 gardes du canal, supervisé par un chef des gardes.

## Les caractéristiques architecturales
Une caractéristique notable du canal est le grand nombre de casemates en béton encore visible sur toute sa longueur. Elles ont été construites pendant la Seconde Guerre mondiale et faisaient partie de la ligne GHQ destinée à la défense du pays contre une probable invasion allemande.
Le château Odiham est situé à l’extrémité Greywell du canal (Basingstoke).
Le tunnel Greywell (aujourd'hui désaffecté), à 1 120 m de long, et était le 12e plus long tunnel de canal de Grande-Bretagne.

## L'incident Alfred Burtoo
Le 12 août 1983, à environ 1h du matin, Alfred John Burtoo, 77 ans habitant North Town à Aldershot était en train de pêcher sur le canal près de  Government Road à Aldershot avec son petit chien Tiny, quand, selon Burtoo, un objet volant non identifié en forme de disque a atterri à proximité. Dans un premier temps, la puissante lumière émise par le disque a fait penser à Alfred que c'était un hélicoptère de l'armée. Cependant, un humanoïde de 1,2 m de haut lui fit signe depuis l'OVNI et lui dit qu’« il avait 77 ans et qu’il n'avait pas eu beaucoup à perdre », alors il les a suivis à bord. Il a été examiné, les petites créatures minuscules parlant anglais avec une voix chantante. Les créatures lui ont dit qu'il était inutile pour eux, car il était « trop vieux et infirme pour leurs besoins ». Il était « soucieux de ne pas les offenser », a ainsi évité de poser des questions telles que « de quelle planète venez-vous? ». Plus tard, à 10h, il a fait une déclaration de l’incident à deux policiers militaires, et qui avaient aussi été témoins. Un incident de ce type est désigné une rencontre rapprochée du troisième type.

## Galerie

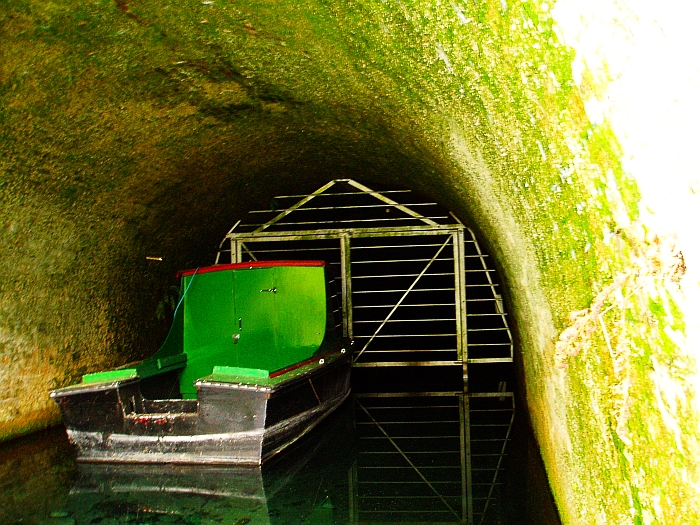
À l'intérieur du tunnel Greywell (extrémité est)
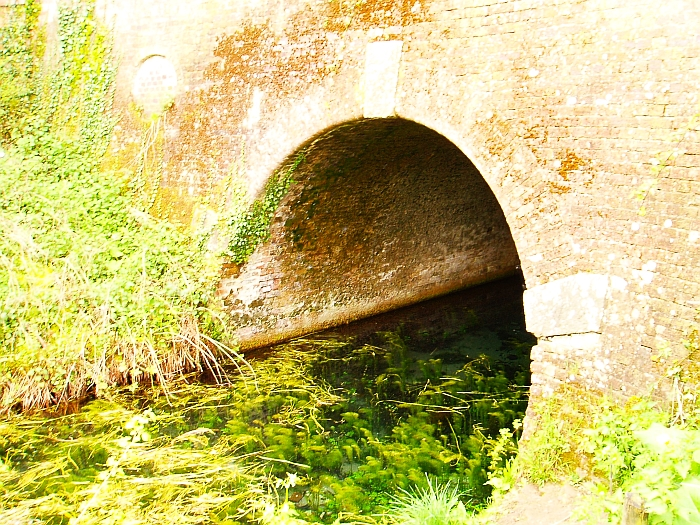
Entrée est du tunnel Greywell
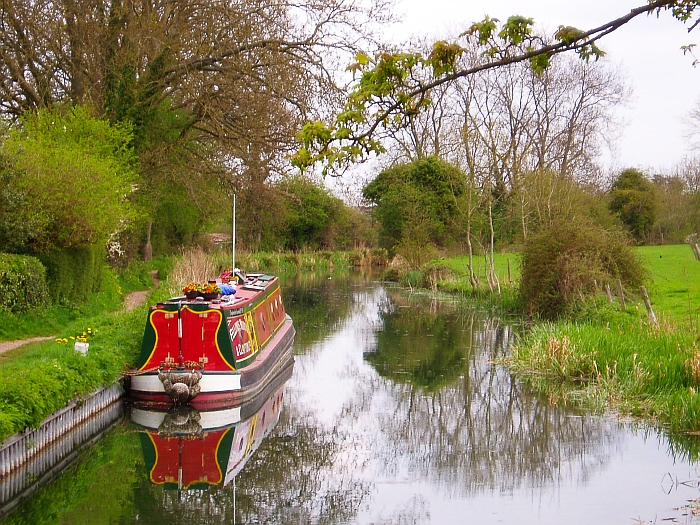
Vue depuis le 'Lift Bridge' dans le North Warnborough
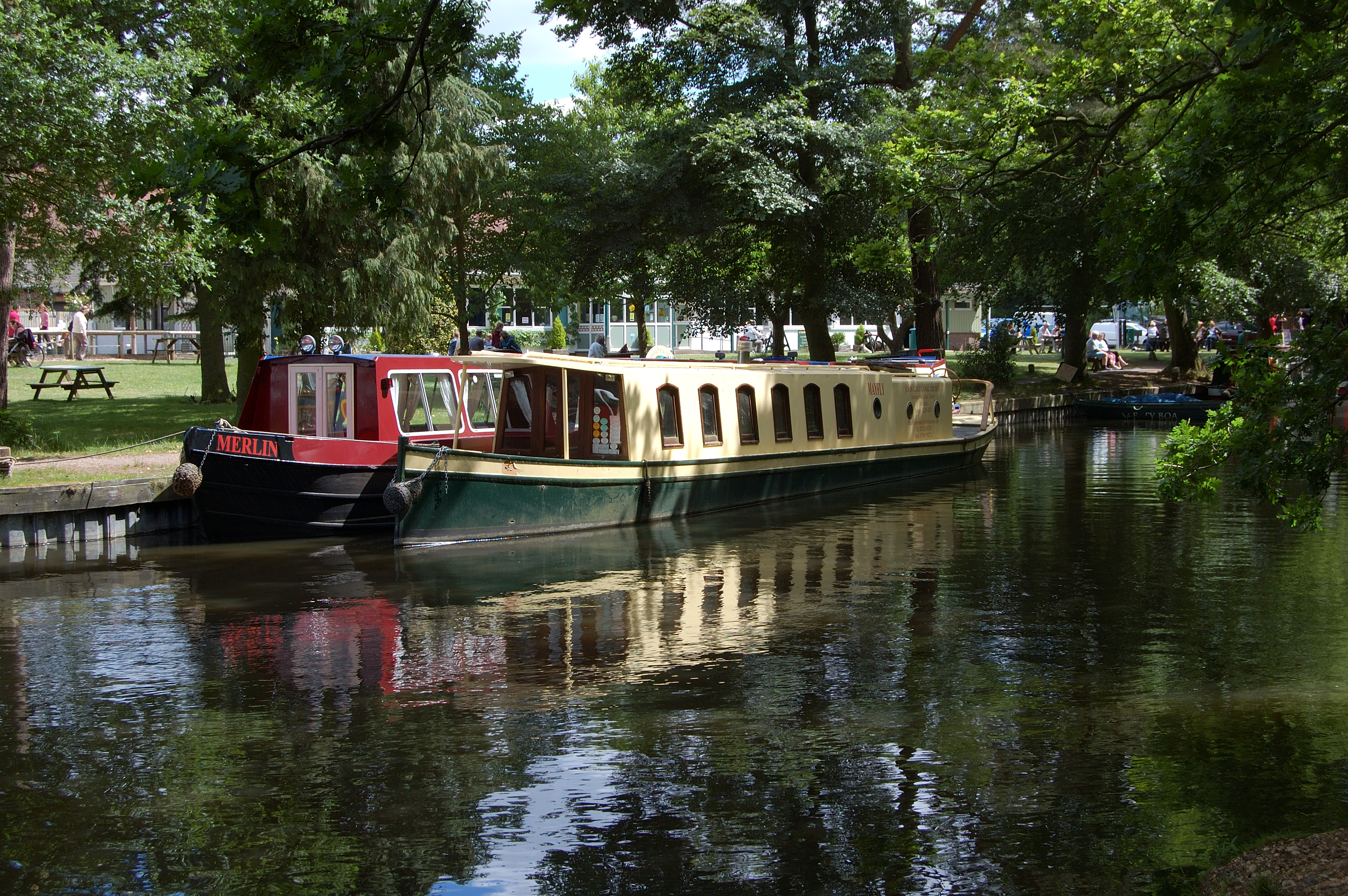
Centre du canal de Basingstoke, à Mytchett, dans le Surrey
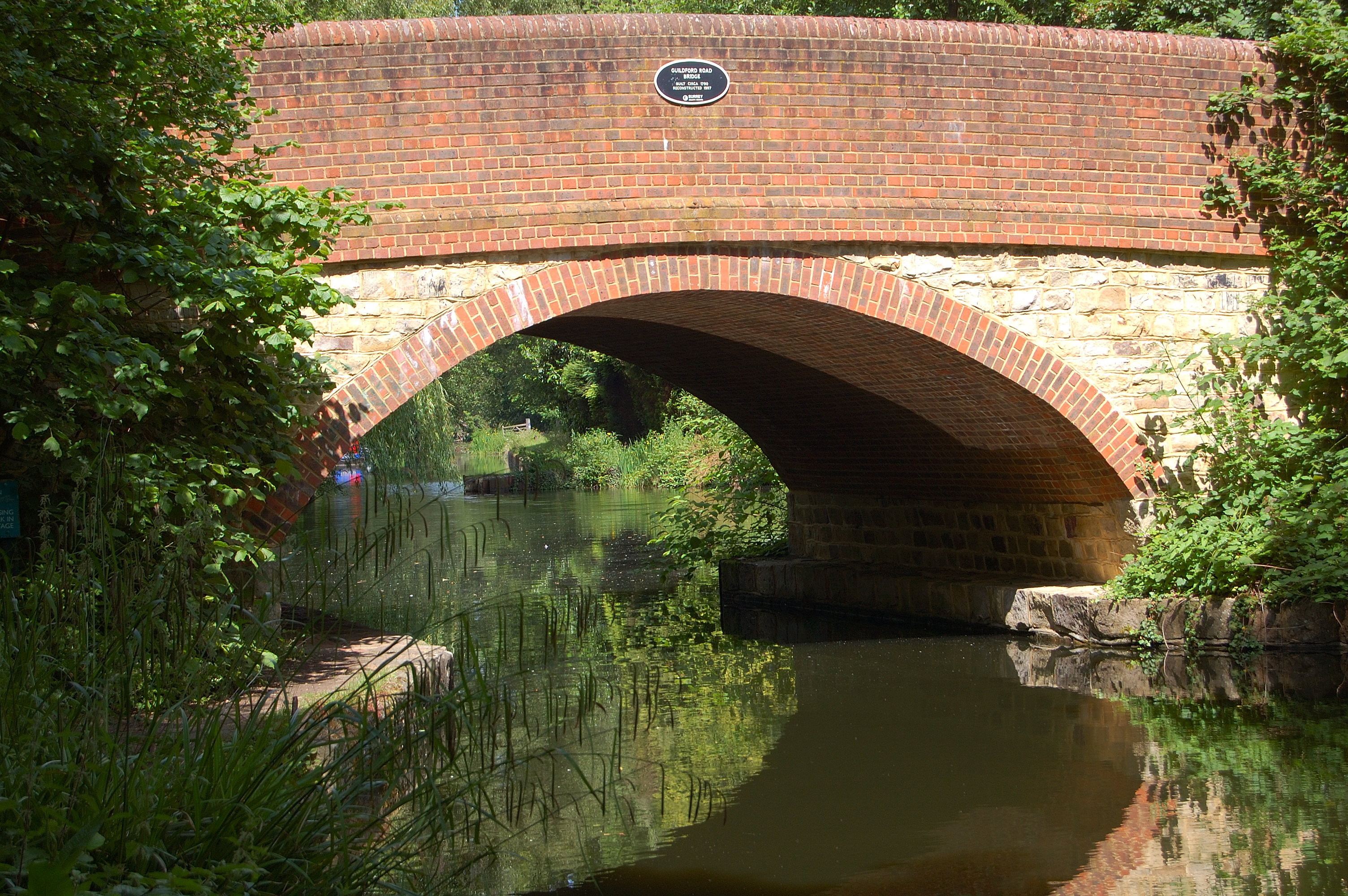
Guildford Road Bridge, sur le canal Basingstoke, à Frimley Green, dans le Surrey